# Баєрсдорф
Баєрсдорф (нім. Baiersdorf) — місто в Німеччині, розташоване в землі Баварія. Підпорядковується адміністративному округу Середня Франконія. Входить до складу району Ерланген-Гехштадт.
Площа — 11,79 км2. Населення становить 7945 ос. (станом на 31 грудня 2020).

## Географії

### Адміністративний поділ
Місто  складається з 4 районів:
- Баєрсдорф
- Гагенау
- Ігельсдорф
- Веллерштадт